# Grétar Steinsson
Grétar Rafn Steinsson (Siglufjörður; 9 de enero de 1982) es un exfutbolista islandés que jugaba de defensa. 
En septiembre de 2013, tras llevar dos meses sin equipo, anunció su retirada. Desde diciembre de 2018 es ojeador del Everton.

## Selección nacional
Fue internacional con la selección de fútbol de Islandia en 46 ocasiones en las que anotó 4 goles.

## Clubes
| Club             | País         | Año       |
| ---------------- | ------------ | --------- |
| IA Akranes       | Islandia     | 1999-2004 |
| Young Boys       | Suiza        | 2005      |
| AZ Alkmaar       | Países Bajos | 2005-2008 |
| Bolton Wanderers | Inglaterra   | 2008-2012 |
| Kayserispor      | Turquía      | 2012-2013 |